# Пор-ла-Нувель
Пор-ла-Нуве́ль (фр. Port-la-Nouvelle) — коммуна во Франции, находится в регионе Лангедок — Руссильон. Департамент коммуны — Од. Входит в состав кантона Сижан. Округ коммуны — Нарбонна.
Код INSEE коммуны — 11266.

## Население
Население коммуны на 2008 год составляло 5603 человека.
| 1982 | 1990 | 1999 | 2008 |
| ---- | ---- | ---- | ---- |
| 4546 | 5005 | 5508 | 5603 |

## Экономика
В 2007 году среди 3419 человек в трудоспособном возрасте (15—64 лет) 2119 были экономически активными, 1300 — неактивными (показатель активности — 62,0 %, в 1999 году было 60,2 %). Из 2119 активных работали 1660 человек (974 мужчины и 686 женщин), безработных было 459 (178 человек и 281 женщина). Среди 1300 неактивных 239 человек были учащимися или студентами, 485 — пенсионерами, 576 были неактивными по другим причинам.

## Фотогалерея

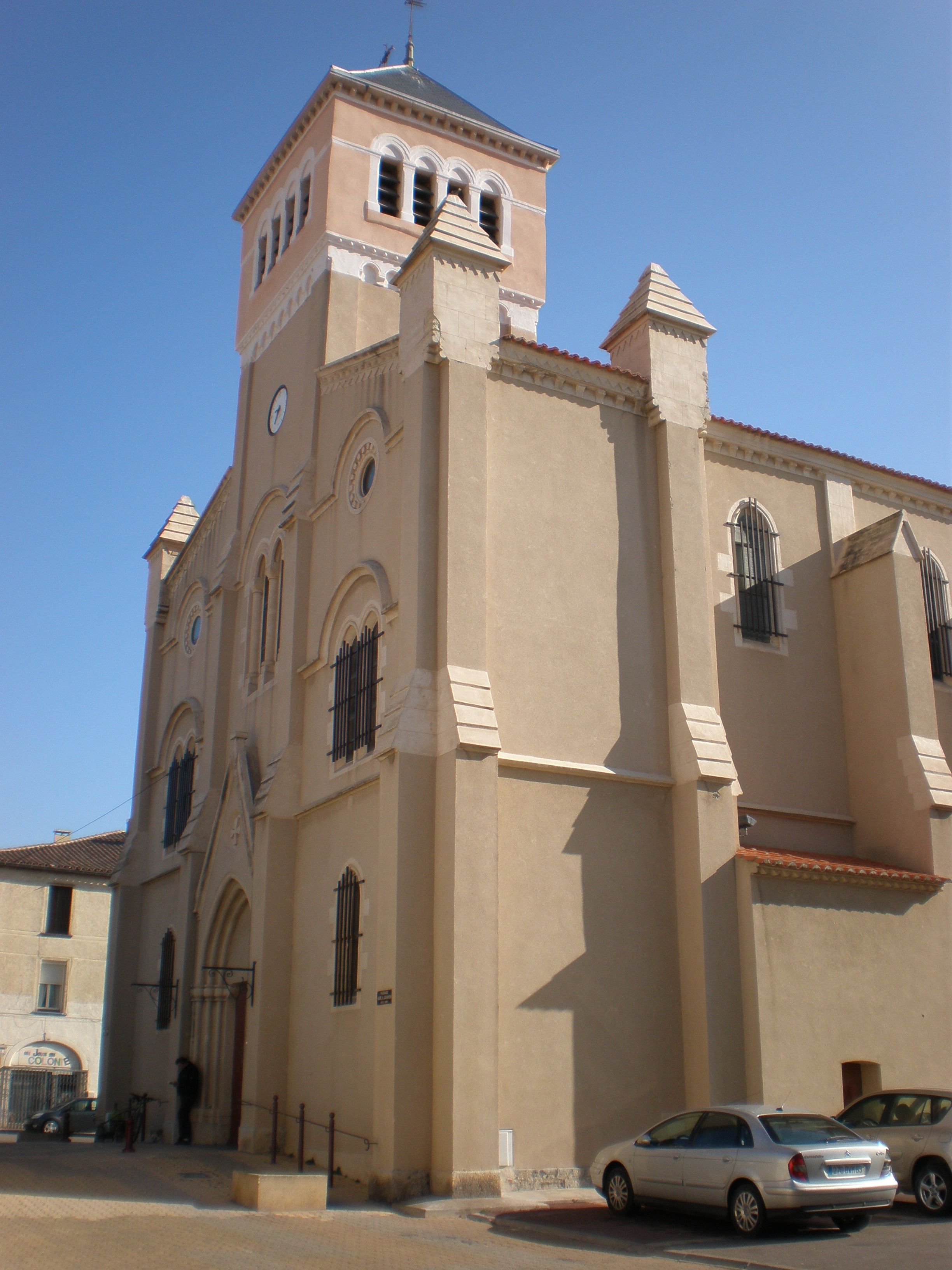
Церковь Нотр-Дам-де-Бон-Вуаяж
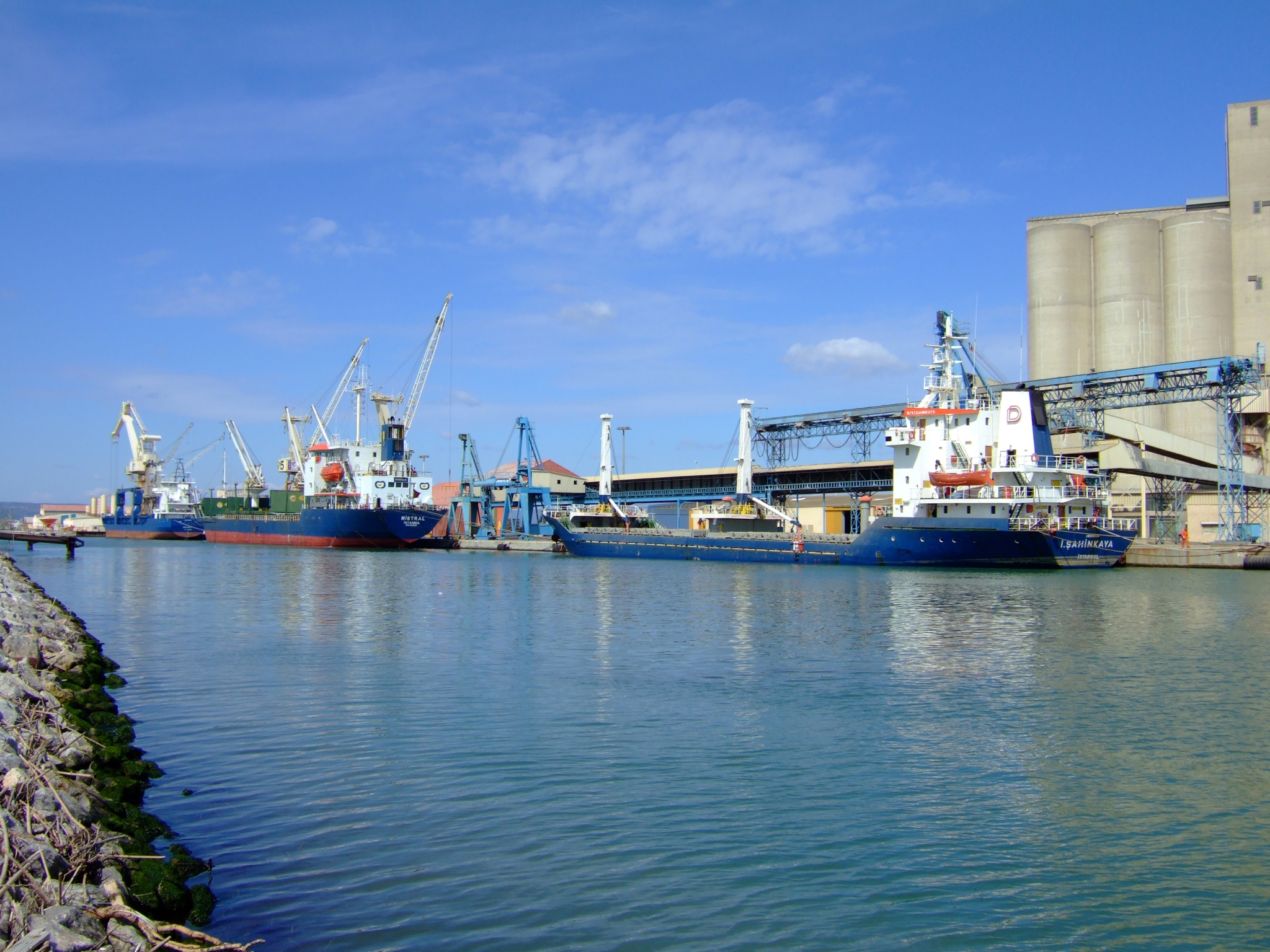
Торговый порт
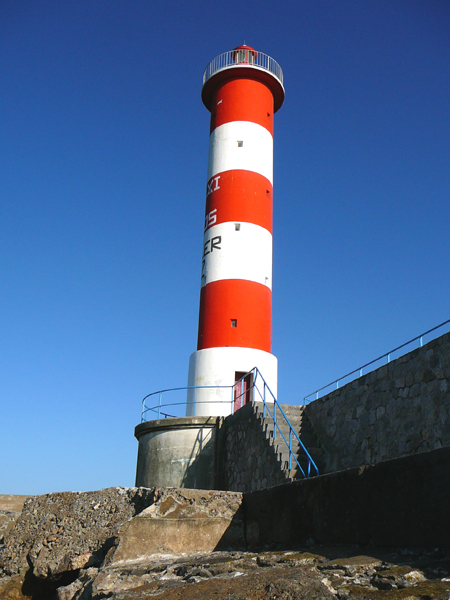
Маяк